# Telebasis carota
Telebasis carota là một loài chuồn chuồn kim trong họ Coenagrionidae.
Telebasis carota được Kennedy miêu tả khoa học năm 1936.